# Humphrey (New York)
Pour les articles homonymes, voir Humphrey.
Humphrey est une ville située dans le comté de Cattaraugus, dans l'État de New York, aux États-Unis,. En 2020, elle comptait une population de 701 habitants, estimée au 1er juillet 2021 à 697 habitants. La ville est nommée d'après Charles Humphrey, président de l'assemblée lors de sa fondation.

## Démographie
Lors du recensement de 2020, la ville comptait une population de 701 habitants. Elle est estimée, en 2021, à 697 habitants.